# Nicolas Noël

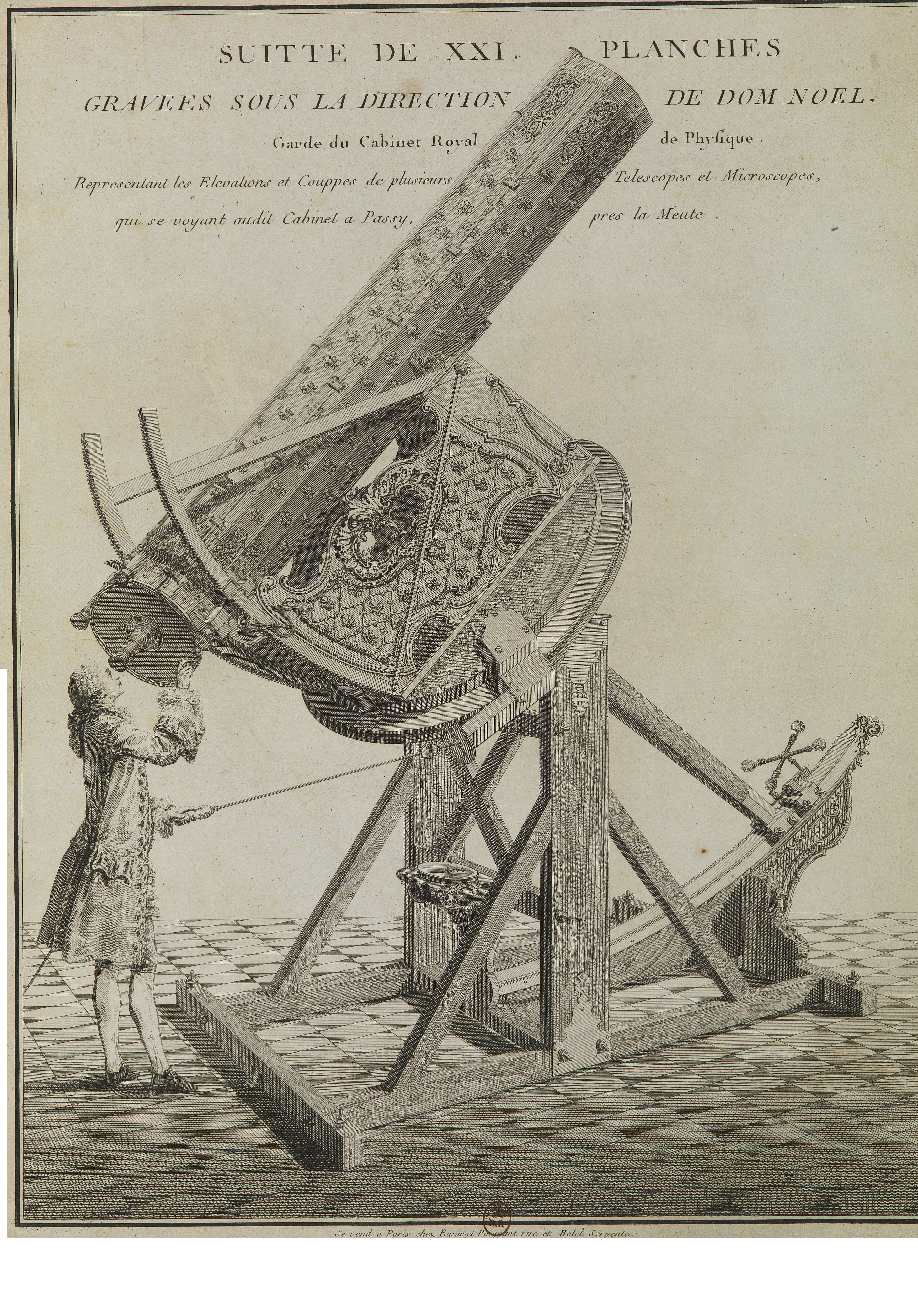
8-Fuß-Teleskop von Nicolas Noel für Ludwig XV.

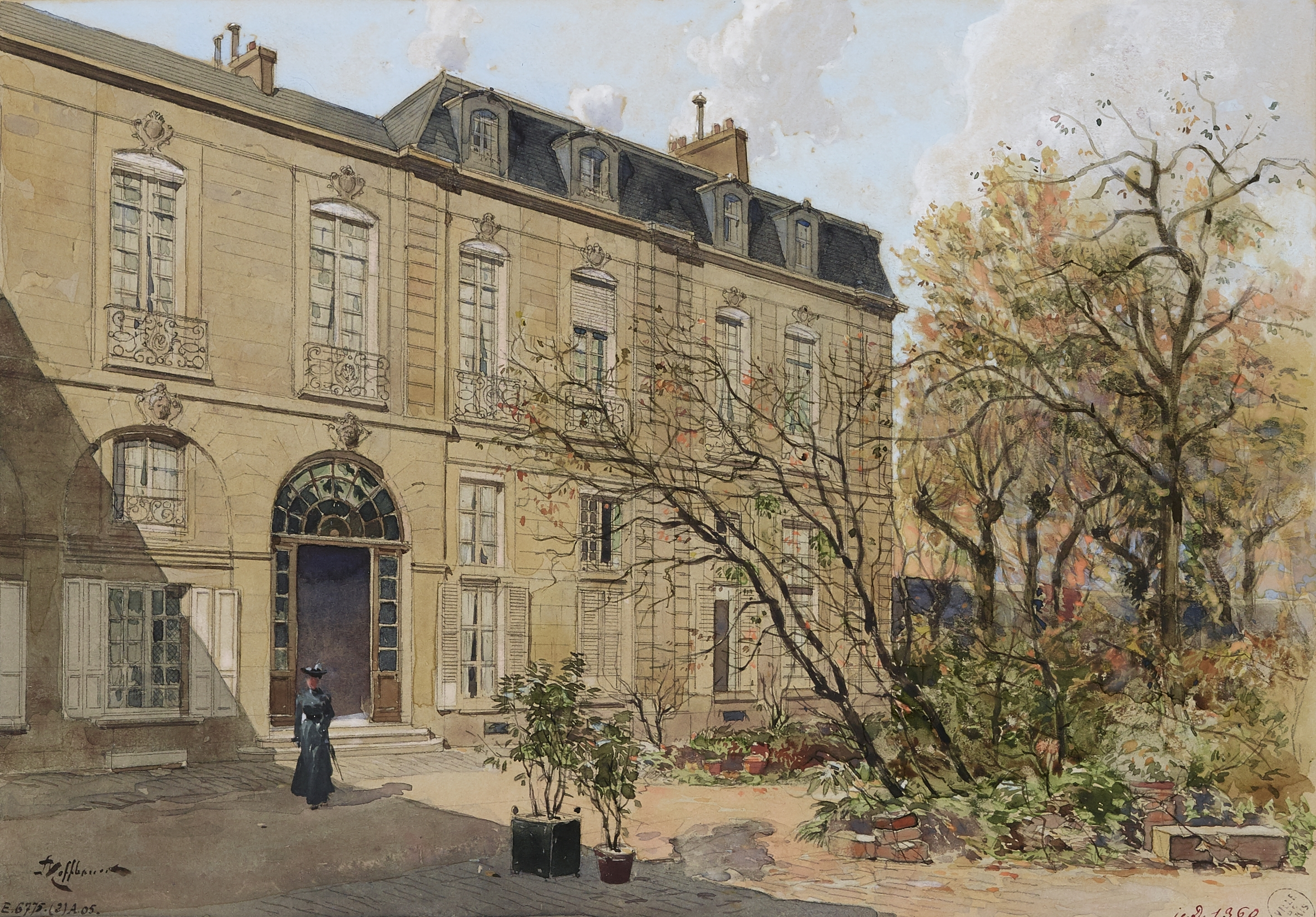
Cabinet de physique, rue de Passy

Nicolas Noël (1712–1781) war ein Benediktinermönch, Instrumenten- und insbesondere Teleskopbauer in der Abtei Saint-Germain-des-Prés. Er wurde 1759 der Vorsteher des Kabinetts für Physik und Optik des Königs Ludwig XV., nachdem er 1756 ein Teleskop mit 8-Fuß Brennweite dem König vorstellte, gefördert von dem Herzog von Chaulnes. Zwischen 1759 und 1774 schuf Noël eine Sammlung gekaufter und eigener Instrumente, unterstützt von bis zu 40 Mitarbeitern.

## Grand Telescope de Passi
1761 fertigte Noël ein Gregory-Spiegelteleskop mit einem 60 cm Durchmesser großen Spiegel – das seinerzeit größte Teleskop der Welt – und einer Länge von 22 Pariser Fuß an. Es befand sich zunächst in Paris im Hôtel de la Muette (Cabinet de Passy). Jedoch waren bereits bei Fertigstellung die schlecht geschützten, empfindlichen Metallspiegel angelaufen und mussten 1762 aufwendig für die Beobachtung des Venusdurchgangs wieder hergestellt werden.
Das „Grand Telescope de Passi“ war zu groß und zu umständlich handhabbar, um als wissenschaftliches Instrument zu dienen: 1774 übernahm Alexis-Marie de Rochon den Posten von Noël und überlegte in der nachfolgenden Zeit, ob ein Spiegel aus Platin, über welches er zufällig verfügte, eine dauerhafte Lösung sein könnte  – jedoch konnte trotz großer Bemühungen keine ausreichende Menge beschafft werden. Das Teleskop wurde in Einzelteilen 1792 in das Pariser Observatorium transportiert und dort mit einem von Noël Simon Caroché 1799 überarbeiteten Hauptspiegel errichtet. In dem Observatorium diente es später als Ausstellungsstück, bevor es 1841 abgebaut wurde.